# Транспорт Об'єднаних Арабських Еміратів
Транспорт Об'єднаних Арабських Еміратів представлений автомобільним , повітряним , водним (морським)  і трубопровідним , у населених пунктах  та у міжміському сполученні діє громадський транспорт пасажирських перевезень. Площа країни дорівнює 83 600 км² (115-те місце у світі). Форма території країни — витягнута субширотно; максимальна дистанція з півночі на південь — 400 км, зі сходу на захід — 560 км. Географічне положення Об'єднаних Арабських Еміратів дозволяє країні контролювати транспортні шляхи Перської затоки (узбережжя як Перської затоки, так і Аравійського моря).

## Автомобільний
Загальна довжина автошляхів у Об'єднаних Арабських Еміратах, станом на 2009 рік, дорівнює 4 080 км із твердим покриттям (253 км швидкісних автомагістралей) (158-ме місце у світі).

## Залзізничний
Станом на 2023 рік залізничний транспорт у Обʼєднаних Арабських Еміратах знаходиться на початку свого розвитку. Магістральна лінія що проходитиме через усю країну знаходиться у власності державної компанії Etihad Rail. Залізниця має ширину колії 1435 мм (стандартна ширина).

## Повітряний
У країні, станом на 2013 рік, діє 43 аеропорти (100-те місце у світі), з них 25 із твердим покриттям злітно-посадкових смуг і 18 із ґрунтовим. Аеропорти країни за довжиною злітно-посадкових смуг розподіляються так (у дужках окремо кількість без твердого покриття):
- довші за 10 тис. футів (>3047 м) — 12 (1);
- від 10 тис. до 8 тис. футів (3047-2438 м) — 3 (1);
- від 8 тис. до 5 тис. футів (2437—1524 м) — 5 (4);
- від 5 тис. до 3 тис. футів (1523—914 м) — 3 (6);
- коротші за 3 тис. футів (<914 м) — 2 (6)[1].

У країні, станом на 2015 рік, зареєстровано 12 компанії авіаперевізників, які оперують 498 повітряними суднами. За 2015 рік загальний пасажирообіг на внутрішніх і міжнародних рейсах становив 84,7 млн осіб. За 2015 рік повітряним транспортом було перевезено 16,7 млрд тонно-кілометрів вантажів (без врахування багажу пасажирів).
У країні, станом на 2013 рік, споруджено і діє 5 гелікоптерних майданчиків.
Об'єднані Арабські Емірати є членом Міжнародної організації цивільної авіації (ICAO). Згідно зі статтею 20 Чиказької конвенції про міжнародну цивільну авіацію 1944 року, Міжнародна організація цивільної авіації для повітряних суден країни, станом на 2016 рік, закріпила реєстраційний префікс — A6, заснований на радіопозивних, виділених Міжнародним союзом електрозв'язку (ITU). Аеропорти Об'єднаних Арабських Еміратів мають літерний код ІКАО, що починається з — OM.

## Водний

### Морський
Головні морські порти країни: Ель-Фуджайра, Дубай, Хор-Факкан, Мубараз, Рас-ель-Хайма. Річний вантажообіг контейнерних терміналів (дані за 2011 рік): Дубай — 12,62 млн, Хор-Факкан — 3,23 млн контейнерів (TEU). СПГ-термінали для експорту скрапленого природного газу діють у портах: острів Дас.
Морський торговий флот країни, станом на 2010 рік, складався з 61 морського судна з тоннажем понад 1 тис. реєстрових тонн (GRT) кожне (65-те місце у світі), з яких: балкерів — 3, суховантажів — 13, танкерів для хімічної продукції — 8, контейнеровозів — 7, газовозівів — 1, вантажно-пасажирських суден — 1, нафтових танкерів — 24, ролкерів — 4.
Станом на 2010 рік, кількість морських торгових суден, що ходять під прапором країни, але є власністю інших держав — 13 (Греції — 3, Кувейту — 10); зареєстровані під прапорами інших країн — 253 (Багамських Островів — 23, Барбадосу — 1, Белізу — 3, Камбоджі — 2, Коморських Островів — 8, Кіпру — 3, Грузії — 2, Гібралтару — 5, Гондурасу — 1, Гонконгу — 1, Індії — 4, Ірану — 2, Йорданії — 2, Ліберії — 37, Мальти — 1, Маршаллових Островів — 12, Мексики — 1, Нідерландів — 4, Північної Кореї — 2, Панами — 83, Папуа Нової Гвінеї — 6, Філіппінам — 1, Сент-Кіттсу і Невісу — 8, Сент-Вінсенту і Гренадин — 3, Саудівської Аравії — 6, Сьєрра-Леоне — 1, Сінгапуру — 10, Танзанії — 3, Того — 1, Великої Британії — 8, Вануату — 1, невстановленої приналежності — 8).

## Трубопровідний
Загальна довжина газогонів у Об'єднаних Арабських Еміратах, станом на 2013 рік, становила 3 900 км; трубопроводів зрідженого газу — 300 км; нафтогонів — 3 287 км; інших трубопроводів — 24 км; продуктогонів — 218 км; водогонів — 99 км.

## Державне управління
Держава здійснює управління транспортною інфраструктурою країни через міністерство економіки. Станом на року міністерство в уряді Мухаммада бін Рашида Аль Мактума очолював Султан бін Саїд аль-Мансурі.

### Українською
- Атлас. 10-11 клас. Економічна і соціальна географія світу / упорядники :  О. Я. Скуратович, Н. І. Чанцева. — К. : ДНВП «Картографія», 2010. — ISBN 978-966-475-639-3.
- Атлас світу / голов. ред. І. С. Руденко ; зав. ред. В. В. Радченко ; відп. ред. О. В. Вакуленко. — К. : ДНВП «Картографія», 2005. — 336 с. — ISBN 9666315467.
- Безуглий В. В. Економічна і соціальна географія зарубіжних країн : Навчальний посібник. — К. : ВЦ «Академія», 2007. — 704 с. — ISBN 978-966-580-239-6.
- Безуглий В. В., Козинець С. В. Регіональна економічна і соціальна географія світу : Навчальний посібник. — видання 2-ге, доп., перероб. — К. : ВЦ «Академія», 2007. — 688 с. — ISBN 966-580-144-9.
- Головченко В., Кравчук О. Країнознавство: Азія, Африка, Латинська Америка, Австралія і Океанія. — К., 2006. — 335 с. — ISBN 966-8939-04-2.
- Дахно І. І. Країни світу: Енциклопедичний довідник / І. І. Дахно, С. М. Тимофієв. — К. : Мапа, 2011. — 606 с. — (Бібліотека нового українця) — ISBN 978-966-8804-23-6.
- Дахно І. І. Економічна географія зарубіжних країн : навчальний посібник. — К. : Центр учбової літератури, 2014. — 319 с. — ISBN 978-611-01-0682-5.
- Дорошенко В. І. Географія транспорту : Навчальний посібник / В. І. Дорошенко, К. Д. Діденко. — К. : Київський нац. ун-т ім. Т. Шевченка, 2010. — 183 с. — ISBN 978-966-439-329-1.
- Дубович І. А. Країнознавчий словник-довідник. — 5-те вид., перероб. і доп. — К. : Знання, 2008. — 839 с. — ISBN 978-966-346-330-8.
- Економічна і соціальна географія країн світу : Навчальний посібник / За ред. С. П. Кузика. — Л. : Світ, 2002. — 672 с. — ISBN 966-603-178-7.
- Зарубіжна транспортна географія : навчальний посібник / уклад. : Петрашевський О. Л. и др. — К. : Національний транспортний університет, 2015. — 95 с. — ISBN 978-966-632-227-5.
- Ігнатьєв П. М. Країнознавство: Країни Азії. — Ч. : Книги-ХХІ, 2004. — 383 с. — ISBN 966-8029-53-4.
- Книш М. М., Мамчур О. І. Регіональна економічна і соціальна географія світу (Латинська Америка та Карибські країни, Африка, Азія, Океанія) : навч. посіб. — Л. : ЛНУ ім. Івана Франка, 2013. — 368 с. — ISBN 978-617-10-0007-0.
- Юрківський В. М. Регіональна економічна і соціальна географія. Зарубіжні країни : Підручник. — К. : Либідь, 2001. — 416 с. — ISBN 966-06-0092-5.

### Англійською
- (англ.) Modern Transport Geography / Hoyle, B. and R. Knowles (eds). — Second Edition,. — London : Wiley, 1998.
- (англ.) Rodrigue, J-P. The Geography of Transport Systems. — Fourth Edition. — N. Y. : Routledge, 2017. — 440 с. — ISBN 978-1138669574.
- (англ.) Taaffe E. J., Gauthier H. L. and O'Kelly M. E. Geography of transportation. — Second Edition. — N. Y. : Prentice Hall, 1996. — ISBN 0-13-368572-1.
- (англ.) Black, W. Transportation: A Geographical Analysis. — N. Y. : Guilford, 2003.

### Російською
- (рос.) Максаковский В. П. Географическая картина мира. Книга I: Общая характеристика мира. — М. : Дрофа, 2008. — 495 с. — ISBN 978-5-358-05275-8.
- (рос.) Максаковский В. П. Географическая картина мира. Книга II: Региональная характеристика мира. — М. : Дрофа, 2009. — 480 с. — ISBN 978-5-358-06280-1.
- (рос.) Физико-географический атлас мира. — М. : Академия наук СССР и главное управление геодезии и картографии ГГК СССР, 1964. — 298 с.
- (рос.) Шаповал Н. С. Транспортная география и транспортные системы мира : учебное пособие. — К. : Центр учбової літератури, 2006. — 188 с. — ISBN 000-0000-00-4.
- (рос.) Экономическая, социальная и политическая география мира. Регионы и страны / под ред. С. Б. Лаврова, Н. В. Каледина. — М. : Гардарики, 2002. — 928 с. — ISBN 5-8297-0039-5.
- (рос.) Энциклопедия стран мира / глав. ред. Н. А. Симония. — М. : НПО «Экономика» РАН, отделение общественных наук, 2004. — 1319 с. — ISBN 5-282-02318-0.